# 対馬市立東小学校
対馬市立東小学校（つしましりつ ひがししょうがっこう, Tsushima City Higashi Elementary School）は長崎県対馬市峰町佐賀（さか）にある公立小学校。

## 概要

### 歴史
2003年（平成15年）に峰町立佐賀小学校（さか）が峰町立志多賀小学校（したか）を吸収した上で、校名を「峰町立東小学校」に改称した。翌2004年（平成16年）の対馬市発足で現校名となった。

### 校区
- 対馬市峰町[1]の後に「佐賀（さか）、櫛（くし）、志多賀（したか）」の続く地域[3]。
- 対馬市上対馬町[4]の後に「茂木（もぎ）、琴（きん）、芦見（あしみ）、一重（ひとえ）、小鹿（おしか）」の続く地域（旧・対馬市立南陽小学校区）。
- 中学校区は対馬市立東部中学校。

## 沿革
- 創立年月日 - 不明

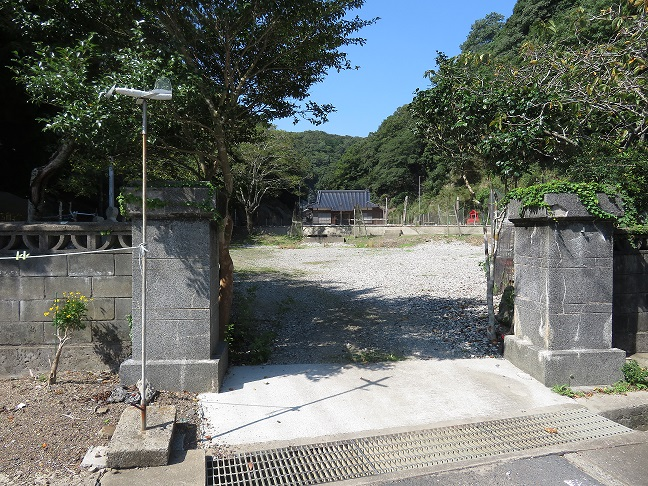
旧・櫛小学校

- 1885年（明治18年）- 「仁田学区公立中等仁田小学校下等佐賀分校」となる。
- 1886年（明治19年）- 小学校令により、簡易科を設置し「三根学区簡易佐賀小学校」と改称。
- 1891年（明治24年）- 尋常科を設置し「三根学区尋常佐賀小学校」となる。
- 1893年（明治26年）- 「佐賀尋常小学校」に改称。
- 1906年（明治39年）- 新校地に校舎を建設し移転。
- 1908年（明治41年）- 義務教育期間が尋常科4年から尋常科6年に延長される。
- 1916年（大正5年）- 高等科を併置し、「佐賀尋常高等小学校」と改称。
- 1919年（大正8年）- 教室を増築。
- 実施年月日不明 - 佐賀農業補習学校を併置。
- 1935年（昭和10年）4月1日 - 青年学校令により、併置の佐賀農業補習学校を佐賀青年学校に改称。
- 1941年（昭和16年）4月1日 - 国民学校令により、「佐賀国民学校」と改称。尋常科を初等科に改称。初等科6年・高等科2年
- 1947年（昭和22年）4月1日 - 学制改革（六・三制の実施）
  - 旧・佐賀国民学校の初等科を改組し、「峰村立佐賀小学校」とする。
  - 旧・佐賀国民学校の高等科および旧・佐賀青年学校を改組し、「峰村立東部中学校」（新制中学校）とする。中学校は旧・青年学校校舎を仮校舎とする。
- 1959年（昭和34年）4月 - へき地集会所（講堂）が完成。
- 1971年（昭和46年）4月 - 校舎を改築。
- 1972年（昭和47年）- 体育館が完成。
- 1976年（昭和51年）4月1日 - 峰町の発足により、「峰町立佐賀小学校」と改称。
- 1992年（平成2年）4月1日 - 峰町立櫛小学校（くし）を統合。
- 2003年（平成15年）4月1日 - 峰町立志多賀小学校（したか）を統合し、「峰町立東小学校」と改称。
- 2004年（平成16年）3月1日 - 対馬市の発足により、「対馬市立東小学校」（現校名）に改称。
- 2014年（平成26年）4月1日 - 対馬市立南陽小学校を統合。

旧・櫛小学校
最終所在地 - 峰町櫛218番地　（佐賀地区より南側にある、北緯34度26分7.4秒 東経129度21分52.7秒）
- 1885年（明治18年）- 「仁田学区公立中等仁田小学校下等櫛分校」に改称。
- 1886年（明治19年）- 小学校令により、簡易科を設置し「簡易櫛小学校」となる。
- 1891年（明治24年）- 尋常科を設置し「尋常櫛小学校」となる。
- 1893年（明治26年）- 「櫛尋常小学校」に改称。
- 1882年（明治28年）- 校舎が完成。
- 1908年（明治41年）- 義務教育期間が尋常科4年から尋常科6年に延長される。
- 1915年（大正4年）- 新校地に校舎を建設し移転。
- 1941年（昭和16年）4月1日 - 国民学校令により、「櫛国民学校」と改称。尋常科を初等科に改称。児童増により校舎を増築。
- 1947年（昭和22年）4月1日 - 学制改革（六・三制の実施）により、旧・櫛国民学校を改組し、「峰村立櫛小学校」とする。
- 1956年（昭和31年）1月 - 最終校地に校舎・集会場が完成し移転。
- 1976年（昭和51年）4月1日 - 峰町の発足により、「峰町立櫛小学校」（最終名）と改称。
- 1994年（平成4年）3月31日 - 廃止。

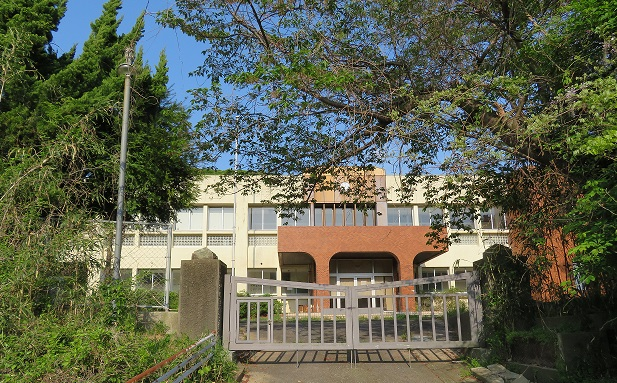
旧・志多賀小学校
最終所在地 - 峰町志多賀213番地　（佐賀地区より北側にある、北緯34度28分59.974秒 東経129度23分46.709秒）
- 1875年（明治8年）3月 - 「第五大学区第四中学区[5]志多賀村二十番小学志多賀学校」が開校[6]。廃寺・東月寺を仮校舎として使用。
- 1882年（明治15年）- 校舎が完成。
- 1885年（明治18年）- 「仁田学区公立中等仁田小学校下等志多賀分校」に改称。
- 1886年（明治19年）- 小学校令により、尋常科を設置し「尋常志多賀小学校」となる。
- 1893年（明治26年）- 「志多賀尋常小学校」に改称。
- 1903年（明治36年）- 字・江尻に校舎を新築。
- 1908年（明治41年）- 義務教育期間が尋常科4年から尋常科6年に延長される。
- 1922年（大正11年）- 児童数増加のため、仮教室を拡張。
- 1927年（昭和2年）- 字・権現平に校地を移転。
- 1941年（昭和16年）4月1日 - 国民学校令により、「志多賀国民学校」と改称。尋常科を初等科に改称。
- 1947年（昭和22年）4月1日 - 学制改革（六・三制の実施）により、旧・志多賀国民学校を改組し、「峰村立志多賀小学校」とする。
  - 峰村立東部中学校志多賀分校が併設される。
- 1954年（昭和29年）4月1日 - 志多賀分校が峰村立東部中学校より分離し、峰村立志多賀中学校として独立。
- 1976年（昭和51年）4月1日 - 峰町の発足により、「峰町立志多賀小学校・中学校」（最終名）と改称。
- 1980年（昭和55年）- 校舎を改築。
- 1983年（昭和58年）- 体育館が完成。
- 1988年（昭和63年）4月1日 - 志多賀中学校が峰町立東部中学校への統合により閉校。これにより小学校単独となる。
- 2003年（平成15年）3月31日 - 廃止。

## アクセス
最寄りのバス停
- 対馬交通 ・対馬市営バス「佐賀診療所前」バス停

最寄りの県道
- 国道382号
- 長崎県道48号木坂佐賀線

## 周辺
- 対馬市立東部中学校
- 対馬市消防本部峰出張所